# حبيل دار الأشرف (الملاح)

تعديل مصدري - تعديل

حبيل دار الأشرف هي إحدى قرى عزلة الملاح بمديرية الملاح التابعة لمحافظة لحج، بلغ تعداد سكانها 123 نسمة حسب تعداد اليمن لعام 2004.